# Plagiaulax
Plagiaulax es un género de mamíferos del Cretácico Inferior Europeo. Integraba el también extinto orden Multituberculata, y coexistió con los dinosaurios. Pertenece al sub-orden Plagiaulacida y a la familia Plagiaulacidae. El género fue nombrado por Hugh Falconer en 1857.
Restos fósiles confirmados de la especie Plagiaulax becklesii han sido hallados en la Bahía de Durlston en Dorset, Inglaterra. Estos constan de al menos la mitad de una mandíbula inferior y sus dientes. Otros restos, aún por confirmar, han sido hallados en Galve, España.
Otra especie, P. dawsoni, fue provisionalmente denominada así por Woodward en 1891. Fue hallada en el condado de Sussex, ubicado en la costa sureste inglesa. Sin embargo los restos resultaron posteriormente dañados y al parecer no existe una descripción científica de ellos.
Otra especie del mismo género, P. falconi, fue nombrada por Von Pleninger en 1859, pero su origen no fue especificado.

## Leer más
- (En inglés) Kielan-Jaworowska Z. and Hurum J.H. (2001), "Phylogeny and Systematics of multituberculate mammals." Paleontology 44, p.389-429.
- (En inglés)  MESOZOIC MAMMALS; Plagiaulacidae, Albionbaataridae, Eobaataridae & Arginbaataridae, an Internet directory.

- Esta obra contiene una traducción  derivada de «Plagiaulax» de Wikipedia en inglés, concretamente de esta versión del 12 de marzo de 2013, publicada por sus editores bajo la Licencia de documentación libre de GNU y la Licencia Creative Commons Atribución-CompartirIgual 4.0 Internacional.

- Datos: Q974335
- Multimedia: Plagiaulax / Q974335